# الخياطة (لوحة)
الخياطة ((بالإسبانية: La costurera)‏) هي لوحة زيتية رسمها دييغو فيلاثكيث بين عامي( 1635 -1643). وهي موجودة في المعرض الوطني للفنون في واشنطن.